# Habrophorula rubigolabralis
Habrophorula rubigolabralis är en biart som beskrevs av Wu 2000. Habrophorula rubigolabralis ingår i släktet Habrophorula och familjen långtungebin. Inga underarter finns listade i Catalogue of Life.